# Moldova-Sulița
Moldova-Sulița (ukr. Молдава-Селица, Mołdawa-Sełyca) – wieś w Rumunii, w okręgu Suczawa, w gminie Moldova-Sulița. W 2011 roku liczyła 1198 mieszkańców. 
Miejscowość jest położona w południowej Bukowinie, w najwyższej części doliny Mołdawy. Mieszkańcami wsi są obecnie w przeważającej większości Rumuni, choć dawniej mieszkało tu wielu Hucułów, dzisiaj w dużej mierze zasymilowanych. Autobus łączy te wsie z Kimpulungiem Mołdawskim. Droga asfaltowa do Kimpulunga jest w budowie .